# Bryophaenocladius mazumbaiensis
Bryophaenocladius mazumbaiensis är en tvåvingeart som beskrevs av Andersen och Schnell 2000. Bryophaenocladius mazumbaiensis ingår i släktet Bryophaenocladius och familjen fjädermyggor.
Artens utbredningsområde är Tanzania. Inga underarter finns listade i Catalogue of Life.